# Golden Touch
Golden Touch è un singolo del gruppo indie rock inglese Razorlight, pubblicato nel 2004.

## Il brano
Il brano è stato scritto da Johnny Borrell ed estratto dall'album di debutto del gruppo, Up All Night.

## Tracce
- 7"

1. Golden Touch
2. Dean, Take Your Time

- CD

1. Golden Touch
2. Bright Lights (demo)